# قائمة الهجمات الإسرائيلية على غزة في 2009

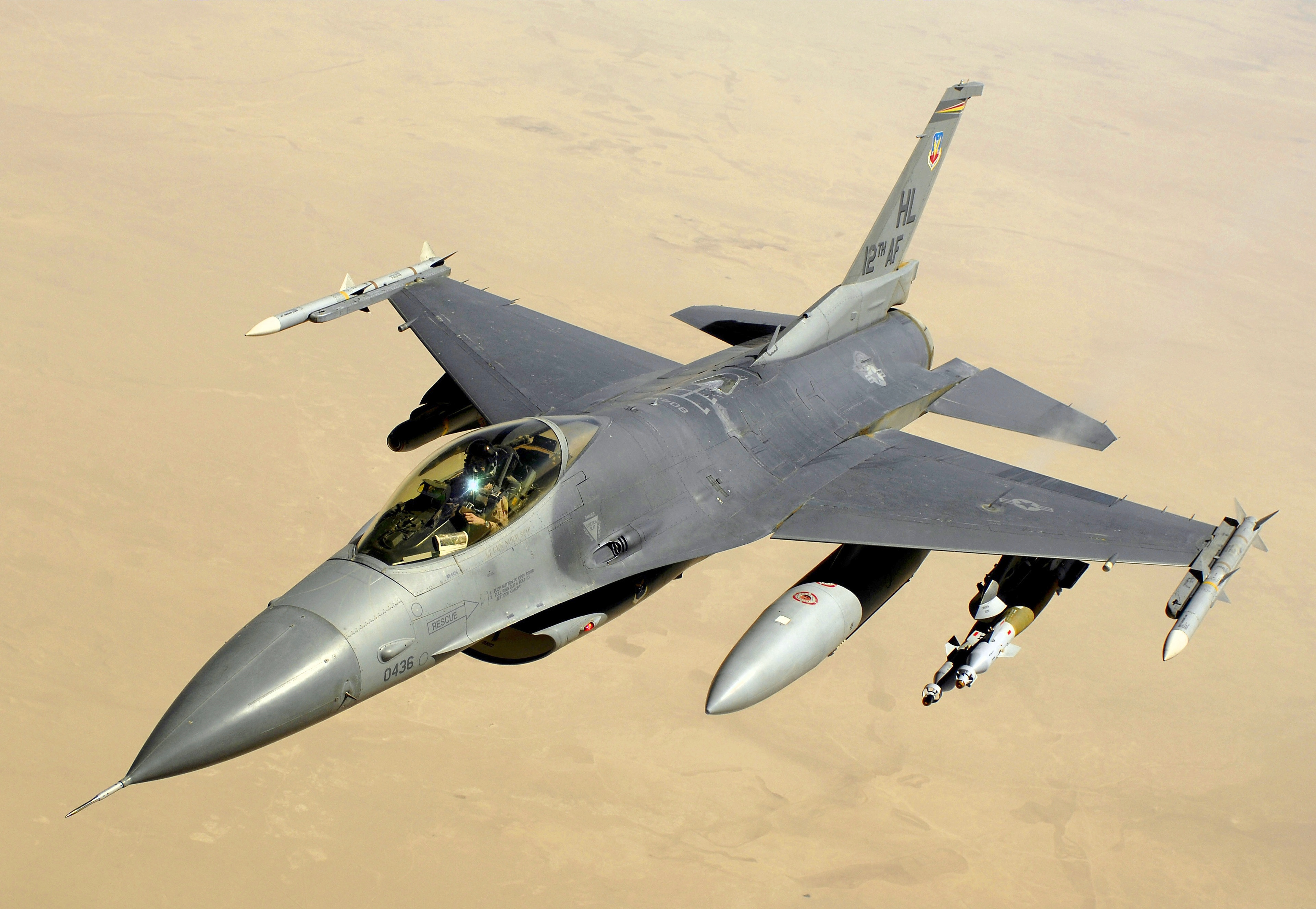
صورة لـ الطائرة المقاتلة اف 16

هذه هي قائمة الهجمات الإسرائيلية على غزة، عام 2009 هذه القائمة تضم جميع الهجمات في تلك السنة التي ضمت أيامها الأولى حرب 2008 - 2009، من قِبل قوات جيش الاحتلال الإسرائيلي وسلاح الجو الإسرائيلي.

## يناير
طالع موضوع الهجوم على قطاع غزة ويوجد به جميع المعلومات الخاصة عن الهجمات بهذا الشهر. وطالع أيضا التسلسل الزمني لأحداث الهجوم على قطاع غزة (ديسمبر 2008 - يناير 2009).

## فبراير
1 فبراير
قصف سلاح الجو الإسرائيلي سيارة في جنوب قطاع غزة، مما أسفر عن مقتل شخص واحد وإصابة ثلاثة آخرين.
2 فبراير
قصف سلاح الجو الإسرائيلي مجموعة من الكرفانات في المغراقة، وسط قطاع غزة، والذي كان بمثابة مقر أمن تابع لقوات حماس، واثنين من الأنفاق على طول الحدود مع مصر.
4 فبراير
قصفت الطائرات الأنفاق التي تربط قطاع غزة مع مصر، وكذلك موقع تدريب لحركة حماس في وسط القطاع. لم تقع إصابات في تلك الحوادث.
6 فبراير
قصفت الطائرات أربعة أنفاق ومنشأة لتخزين الأسلحة في جنوب قطاع غزة ووقعت إصابات في الهجمات.
9 فبراير
في وقت مبكر من ذلك اليوم قامت الطائرات الإسرائيلية بالإغارة على موقعين لحركة حماس ردا على هجمات صاروخية استهدفت الأراضي الإسرائيلية في اليوم السابق كما صرحت قيادة الجيش الإسرائيلي.
11 فبراير
الطيران الحربي الإسرائيلي قام في وقت متأخر من ليلة الأربعاء بضرب موقع لحركة حماس في رفح جنوب قطاع غزة. وقال متحدث باسم الجيش الإسرائيلي ان الضربة جاءت ردا على إطلاق قذائف الهاون على النقب الغربي. ولم ترد تقارير عن وقوع إصابات في الهجوم.
13 فبراير
قصفت طائرة حربية إسرائيلية هدفًا في بلدة خانيونس في قطاع غزة يوم الجمعة مما أسفر عن مقتل مسلح واحد وإصابة شخص آخر إصابة خطيرة. وقال المتحدث باسم الجيش الإسرائيلي تم ضرب اثنين من نشطاء الجهاد الإسلامي كانوا يخططون لهجوم إرهابي. وفي وقت لاحق قامت طائرات حربية إسرائيلية بشن ست غارات على الأنفاق على طول الحدود بين قطاع غزة ومصر. ولم ترد تقارير عن وقوع إصابات.
وبنفس اليوم حصلت أحداث بالضفة الغربية حيث قام جنود إسرائيليون بقتل مراهقا فلسطينيا بالرصاص كان يرمي الحجارة في مدينة الخليل بالضفة الغربية. وأفاد الجيش الإسرائيلي أن العشرات من الفلسطينيين ألقوا الحجارة على برج حراسة عسكرية بجانب مستوطنة إسرائيلية في الخليل فقام جندي بإطلاق النار على زعيم المجموعة، وهو صبي فلسطيني عمره 14 سنة.

## مارس
3 مارس
غارة من سلاح الجو الإسرائيلي على قطاع غزة أسفرت عن مقتل ثلاثة من أعضاء حركة الجهاد الإسلامي، وفقا لمصادر طبية. وقال الجيش بأن سلاح الجو الإسرائيلي ضرب أربعة أنفاق في جنوب قطاع غزة. وأُطلقت صواريخ من غزة على نتيفوت لم يصب أحد في الهجوم.
11 مارس
قصفت إسرائيل بالطائرات نفقين في جنوب قطاع غزة ردا على الصواريخ التي أطلقت على إسرائيل في اليوم السابق.
19 مارس
كتائب شهداء الأقصى تُعلن عن مقتل شخصين من المسلحين في غارة لسلاح الجو الإسرائيلي. والجيش الإسرائيلي لم يؤكد هذا الخبر.
وتوقفت الأحداث كثيرًا بسبب اتفاق التهدئة التي وقعته حركة حماس وإسرائيل برعاية مصرية.
نشر المركز الفلسطيني لحقوق الإنسان قائمة الفلسطينيين الذين قتلوا في الفترة بين 27 ديسمبر 2008 و18 يناير 2009 وهي فترة الحرب على غزة، مشيرا إلى أن من بين القتلى، كان هناك 926 مدنيا، و236 من المقاتلين و255 من أفراد قوات الأمن الفلسطينية. شكك المتحدث باسم الحكومة الإسرائيلية مارك ريجيف في هذه النتائج، وقال إن إسرائيل تعمل على أهداف خاصة، وأكد أن معظم القتلى كانوا مقاتلين أو أهدافا مشروعة. ومن خلال مقارنة عدد الوفيات خلال الصراع مع معدل الوفيات المستمر، يُستنتج ارتفاع معدل الوفاة المستمر في غزة إلى 1.3 أضعاف القيمة الأصلية خلال عملية الرصاص المصبوب. وفي الوقت نفسه، قال محقق الأمم المتحدة لحقوق الإنسان أن الهجوم الإسرائيلي ضد حماس في قطاع غزة المكتظ بالسكان يشكل جريمة حرب.